# Artur Barciś

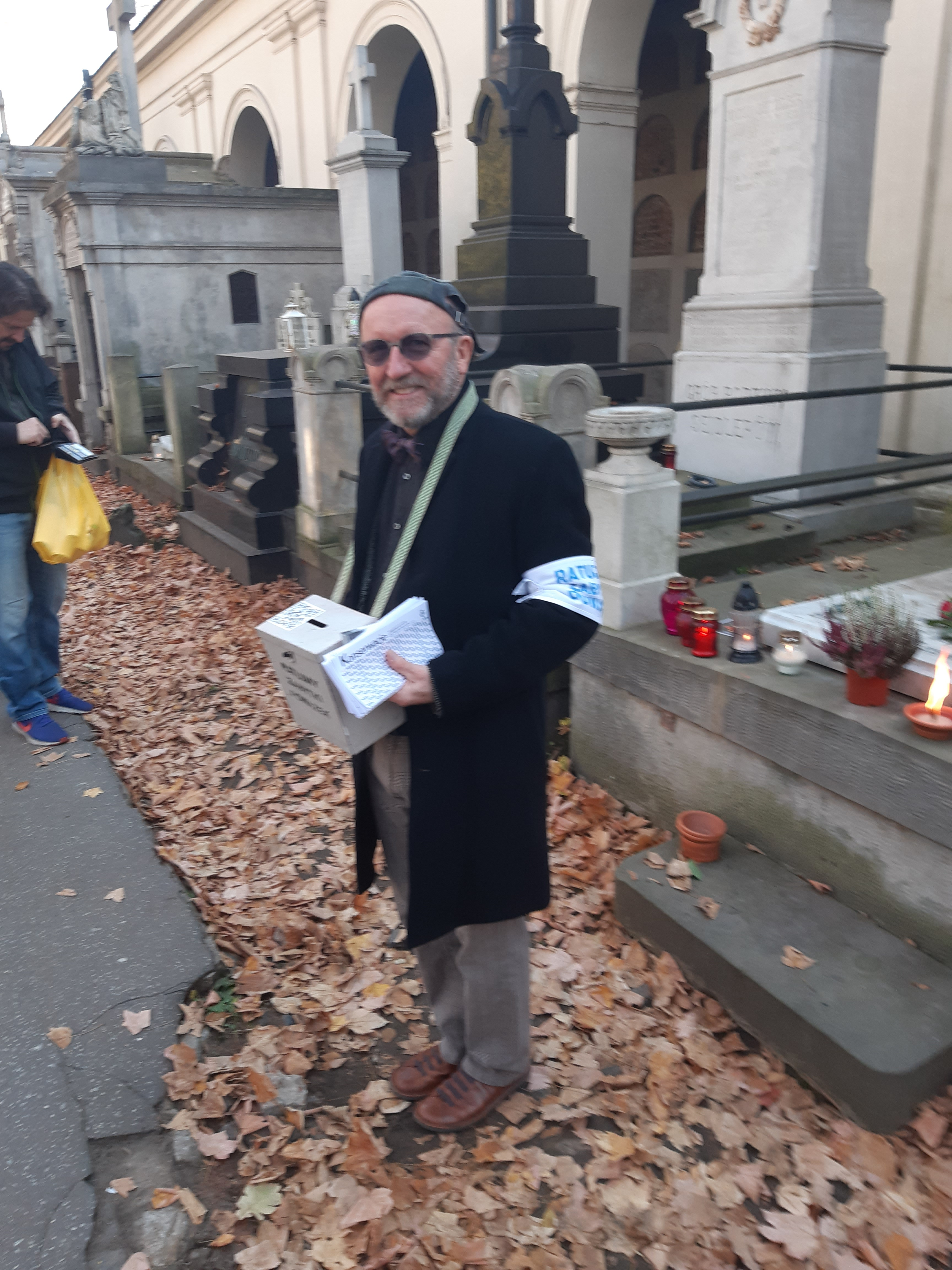
Artur Barciś kwestujący na warszawskich Powązkach (2021)

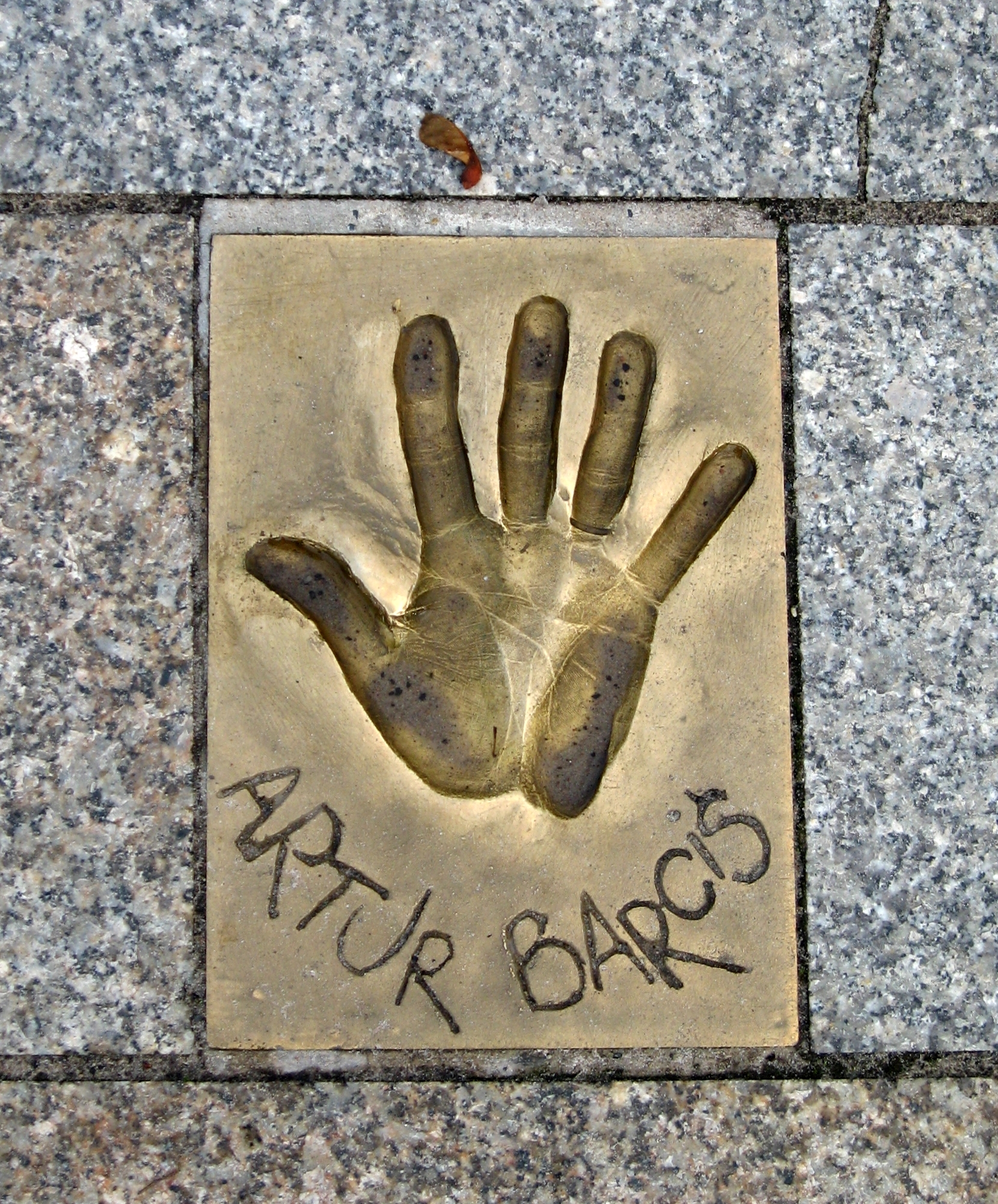
Odciśnięta dłoń w Alei Gwiazd w Międzyzdrojach

Artur Barciś (ur. 12 sierpnia 1956 w Kokawie) – polski aktor filmowy, dubbingowy, teatralny i telewizyjny, reżyser oraz scenarzysta.

## Życiorys
Absolwent Liceum Ogólnokształcącego w Rudnikach oraz PWSFTviT w Łodzi z 1979 roku.
Był aktorem Teatru na Targówku (1979–1981) i Teatru Narodowego (1982–1984). Od 1984 roku jest aktorem Teatru Ateneum w Warszawie. Występuje również w Teatrze Telewizji. Wciela się w role komediowe i w dramatyczne.
Popularność zyskał dzięki występom w programie Okienko Pankracego przeznaczonym dla młodych widzów. Pod koniec lat 90. zyskał sympatię telewidzów dzięki roli Tadeusza Norka w serialu telewizyjnym Telewizji Polsat Miodowe lata, a w latach 2006–2016 z przerwami grał Arkadiusza Czerepacha, głównego asystenta Pawła Kozioła (w tej roli Cezary Żak) w serialu TVP1 Ranczo. W 2009 roku zagrał w filmie Galerianki. 
W latach 2007–2016 był felietonistą lokalnego czasopisma „Nasza Choszczówka”. W 2010 roku uczestniczył w 11. edycji programu rozrywkowego TVN Taniec z gwiazdami.

## Życie prywatne
7 czerwca 1988 roku ożenił się z Beatą Baran (ur. 8 sierpnia 1962), montażystką filmową. Mają syna Franciszka (ur. 1989), który zagrał młodego Adasia Miauczyńskiego w filmie Marka Koterskiego Nic śmiesznego (1995) i rolę epizodyczną w serialu Miodowe lata.
Deklaruje się jako ateista.
Był członkiem honorowego komitetu poparcia Bronisława Komorowskiego przed przyspieszonymi wyborami prezydenckimi 2010 oraz przed wyborami prezydenckimi w Polsce w 2015 roku.
Kibicuje klubowi piłki nożnej Raków Częstochowa.

## Dyskografia

### Albumy
| Tytuł | Dane dot. albumu                                    |
| --- | --------------------------------------------------- |
| Złota kolekcja: Zagrać siebie                                                                                       | - Data: 18 października 2003 - Wydawca: Pomaton EMI |
| Koncerty w Trójce vol. 3. Nie jesteś sama. Piosenki Agnieszki Osieckiej (oraz Stanisława Celińska i Krystyna Tkacz) | - Data: 27 maja 2013 - Wydawca: Polskie Radio       |

Inne
| Album                                                                             | Rok  | Utwór            | Źródło |
| --------------------------------------------------------------------------------- | ---- | ---------------- | ------ |
| Empik prezentuje dobre piosenki: Włodzimierz Wysocki zaśpiewany (różni wykonawcy) | 2015 | „Miszka Szyfman” | [ 17 ] |

## Spektakle teatralne (wybór)

### Role
- 1983: Cud mniemany, czyli Krakowiacy i Górale jako Jonek, Krakowiak (reż. Jerzy Krasowski)
- 1985: Balkon jako Rewolucjonista (reż. Andrzej Pawłowski)
- 1989: Burzliwe życie Lejzorka jako Lejzorek (reż. Maciej Wojtyszko, Waldemar Śmigasiewicz)
- 1995: Boy (reż. W. Śmigasiewicz)
- 2000: Christmas Show jako Kancelista (reż. Jolanta Wodiczko)
- 2002: Chicago jako Amos Hart (reż. Krzysztof Jasiński)
- 2004: Biznes jako Norman Harris (reż. Jerzy Bończak)
- 2006: Rozkłady jazdy, czyli ostatnie przedstawienie sztuki Michaela Frayna „Chińczycy” jako aktor, Stephen, Barney, Jo (reż. Agnieszka Lipiec-Wróblewska)
- 2008: Grube ryby jako Pagatowicz (reż. Krystyna Janda)
- 2009: Moja córeczka jako Henryk (reż. Marek Fiedor)
- 2010: Bóg mordu jako Alain Reille (reż. Izabella Cywińska)
- 2011: Kasta la vista jako pracownika biura (reż. Ewelina Pietrowiak)
- 2012: Mayday jako Stanley Gardner (reż. Krystyna Janda)
- 2013: Zemsta jako Józef Papkin (reż. Waldemar Śmigasiewicz)
- 2014: Mayday 2 jako Stanley Gardner (reż. Krystyna Janda)

### Reżyseria
- 2000: Trzy razy Piaf
- 2001: Kofta
- 2001: Taka noc nie powtórzy się nigdy
- 2004: Szaleć nienagannie
- 2012: Kochać
- 2021: Mayday odNowa[18]

### Teatr Telewizji
- 1992: Burzliwe życie Lejzorka Rojtszwańca jako Lejzorek (reż. M. Wojtyszko, W. Śmigasiewicz)
- 1993: Amadeusz jako Venticelli (reż. M. Wojtyszko)
- 1996: Cezar i Pompejusz jako Fanniusz (reż. Jerzy Antczak)
- 1998: Balkis jako Dziwo-Ptak (reż. Barbara Borys-Damięcka)
- 2010: Prymas w Komańczy (Scena Faktu) jako o. Jerzy Tomziński OSPPE (reż. Paweł Woldan)
- 2017: Marszałek jako fryzjer Brodzki (reż. Krzysztof Lang)

## Filmografia
- 1979: Do krwi ostatniej jako ranny żołnierz radziecki w szpitalu (odc. 2)
- 1980: Polonia Restituta jako uczeń szkoły mechaniczno-technicznej (odc. 2)
- 1980: Dom jako obserwator podczas próby obciążenia mostu Śląsko-Dąbrowskiego (odc. 5)
- 1980: Dom jako aresztant w koszarowej kuchni, kolega Leszka Talara (odc. 7)
- 1981: Znachor jako Wasylko, syn Prokopa
- 1981: Człowiek z żelaza jako student
- 1981: 07 zgłoś się jako Aleksander Olczak, członek załogi wagonu pocztowego (odc. 11)
- 1982: Odlot jako Rafał Michalski
- 1983: Wierna rzeka jako powstaniec
- 1984: Siedem życzeń jako Bolesław Luba, nauczyciel polskiego
- 1984: Przemytnicy jako „Szczur”, członek grupy Trofidy
- 1984: Porcelana w składzie słonia jako robotnik pomagający bohaterowi
- 1984: Pan na Żuławach jako Stefan Leszczak, syn Władysława, mąż Zośki Klimowiczówny
- 1984: Lato leśnych ludzi jako motocyklista „Piwko”
- 1984: Bez końca jako Dariusz Stach
- 1985: Zaproszenie jako Janek Górski, brat Piotra, drugi mąż Anny
- 1985: Sam pośród swoich jako Pielarz
- 1986: Zmiennicy jako Wiesio Ceglarek, syn właściciela stacji benzynowej „usynowiony” przez Kuśmidra
- 1986: Tulipan jako Zbyszek, brat Kasi (odc. 5 i 6)
- 1986: Prywatne śledztwo jako kierowca ciężarówki
- 1986: Kołysanka jako wachman
- 1987: Opowiadanie wariackie jako chory
- 1987: Krótki film o zabijaniu jako robotnik z miarą
- 1987: Bez grzechu jako naczelnik poczty, kolega Władka, brata Marty
- 1987: 07 zgłoś się jako Józef Kuźmak „Strażak”, człowiek pana Emila (odc. 20)
- 1988: Mistrz i Małgorzata jako pracownik teatru „Variete” (odc. 1 i 2)
- 1988: Krótki film o miłości jako mężczyzna z walizką
- 1988: Dekalog I jako człowiek siedzący nad lodem
- 1988: Dekalog II jako laborant
- 1988: Dekalog III jako motorniczy tramwaju
- 1988: Dekalog IV jako kajakarz
- 1988: Dekalog V jako robotnik z miarą
- 1988: Dekalog VI jako mężczyzna z walizką
- 1988: Dekalog VII jako mężczyzna na stacji kolejowej
- 1988: Dekalog VIII jako student na wykładzie Zofii
- 1988: Dekalog IX jako rowerzysta
- 1988: Chichot Pana Boga jako kanalarz
- 1989: Virtuti jako kanonier Jehorek
- 1989: Urodzony po raz trzeci jako volksdeutsch Józef Golonka
- 1989: Szklany dom jako porucznik MO
- 1989: Stan posiadania jako sąsiad Julii
- 1989: Rififi po sześćdziesiątce jako pacjent Rydz w szpitalu
- 1989: Ostatni prom jako Rysiek, mąż Ewy
- 1990: Życie za życie. Maksymilian Kolbe jako brat Anzelm, zakonnik w Niepokalanowie
- 1990: Ucieczka z kina „Wolność” jako kinooperator Krzysio
- 1990: Napoleon jako żołnierz Czaja (odc. 3)
- 1990: Kramarz jako samozwańczy pomocnik Chruścika
- 1990: Europa, Europa jako żołnierz radziecki zatrzymany przez Niemców
- 1991: Rozmowy kontrolowane jako milicjant próbujący zatrzymać Ryszarda Ochódzkiego
- 1991: Pogranicze w ogniu jako kasiarz „Kuna”, uczestnik akcji „Wózek” (odc. 17 i 24)
- 1991: Powodzenia, żołnierzyku jako Renkel
- 1991: Ferdydurke – obsada aktorska
- 1992: Szwadron jako ksiądz
- 1992: Kawalerskie życie na obczyźnie jako Stefan, przyjaciel Michała
- 1992: Aby do świtu... jako ichtiolog docent Nowacki, ankieter (odc. 13)
- 1993: Żywot człowieka rozbrojonego (odc. 2 i 3)
- 1993: Straszny sen Dzidziusia Górkiewicza jako radny Stryjek
- 1993: Plecak pełen przygód jako listonosz
- 1993: Jacek jako
  - woźny (odc. 2)
  - sędzia (odc. 7)
- 1993: Dwa księżyce jako Michał
- 1993: Człowiek z... jako Machała, producent filmu Podziemna miłość, były oficer SB, współpracownik Walasiaka
- 1995: Wielki Tydzień jako Zaleski
- 1995: Pułkownik Kwiatkowski jako kapitan Malec
- 1996: Dzień wielkiej ryby jako kolejarz, hodowca kwiatów
- 1997: Kroniki domowe jako Stanisław
- 1997: Historie miłosne jako adwokat
- 1998–2003: Miodowe lata jako
  - Tadeusz Norek,
  - Radosław Grzymek / Kuzguwu boski dynamit (odc. 89)
- 1999: Operacja Koza jako dyrektor departamentu ds. ceremoniału w randze zastępcy podsekretarza stanu
- 1999: Świat według Kiepskich – jako Tadeusz Norek z Miodowych lat (odc. specjalny „Wielki bal”)
- 2000: Sen o kanapce z żółtym serem
- 2001: Córa marnotrawna jako major Maciuś Cichy
- 2002: Superprodukcja jako „postać metaforyczna”
- 2002: Tytus, Romek i A’Tomek wśród złodziei marzeń jako Oliviero (głos)
- 2002: Jak to się robi z dziewczynami jako Krystian, mąż pani Moniki
- 2003: Kasia i Tomek jako doktor Kinaszewski (głos, odc. 21)
- 2003: Psie serce jako pies Bemol (głos)
- 2004: Na dobre i na złe jako clown Alfred Kwiatkowski (odc. 173)
- 2004: Kryminalni jako Mierzwa (odc. 10)
- 2004: Całkiem nowe lata miodowe jako Tadeusz Norek
- 2005: Przybyli ułani jako harmonista Roman
- 2006: Wstyd jako Karol, ojciec Asi
- 2006–2009, 2011–2016: Ranczo jako Arkadiusz Czerepach
- 2006: Codzienna 2 m. 3 jako redaktor Marian
- 2006: Bezmiar sprawiedliwości jako prokurator Roman
- 2006: Bezmiar sprawiedliwości (serial telewizyjny) jako prokurator Roman
- 2007: Ranczo Wilkowyje jako Arkadiusz Czerepach
- 2007: Halo Hans! jako charakteryzator Mosze vel von Thorgelsund „Bestia z Alei Szucha”
- 2007: Braciszek jako Piotr Kosiba, brat Alojzy
- 2008: Pitbull jako Zenon Lebioda (odc. 20)
- 2008: Doręczyciel jako Janek Kaniewski
- 2009: Galerianki jako ojciec Alicji
- 2012–2018: M jak miłość jako Jerzy Kolęda
- 2016: Po V. kultury – obsada aktorska
- 2017: Ucho Prezesa jako Konstanty, były minister zdrowia (odc. 27 i 33)
- 2017: Sztuka kochania jako cenzor Bolesław
- 2017: Dwie korony jako ksiądz kanclerz
- 2017: Czuwaj jako ksiądz
- 2019: Czadowy film jako on sam
- 2022: Miłość na pierwszą stronę[19]
- 2023: Znachor jako kamerdyner Józef
- 2023: Polowanie jako Roman Huss
- 2023: Moje żyjątko jako Robert
- 2023: Sortownia jako ordynator
- 2024: Nic na siłę jako Jan Perzyna
- 2024: Forst jako Jarosław Rozwadowski

### Reżyser
- 2001: Kocham Klarę (odc. 5)

## Polski dubbing
- 1986: Piotr Wielki jako Karol XII
- 1987: Tylko Manhattan jako John
- 1989: Złota panna jako Jan
- 1989–1992: Chip i Dale: Brygada RR jako
  - Norman Nimnul (odc. 16),
  - sir Colby (odc. 17),
  - gołąb doręczyciel (odc. 50)
- 1993: Pan niania jako Mason
- 1995: Wrzeciono czasu jako Marek Grzebiela
- 1997–2004: Witaj, Franklin (druga wersja dubbingowa) jako Tata Franklina
- 1997: Słoneczny zegar
- 1998: Flintstonowie (trzecia wersja dubbingowa)
- 1999: Asterix i Obelix kontra Cezar jako Dwulicus
- 1999: Airline Tycoon jako dyrektor Falcon Lines
- 2004: Przygody rabina Jakuba jako Victor Pivert
- 2004: Iniemamocni jako adwokat niedoszłego samobójcy
- 2006: Franklin i skarb jeziora jako Tata Franklina
- 2006: Auta jako Luigi
- 2008: Opowieści z Narnii: Książę Kaspian jako Nikabrik
- 2011: Auta 2 jako Luigi
- 2013: Szpiedzy w Warszawie jako Jourdain
- 2013: Uniwersytet potworny jako Scott „Ciamcio” Squibbles
- 2013: Rycerz Blaszka. Pogromca smoków jako Celcjusz Popiołek
- 2015: Ups! Arka odpłynęła jako Szałaput
- 2017: Auta 3 jako Luigi
- 2018: Lego: Przygoda 2 jako Wafel-Wafel
- 2021: Kroniki Myrtany: Archolos jako Bodowin

## Nagrody
- 1980: I nagroda na III PPA we Wrocławiu
- 1987: wyróżnienie za rolę Czarnego Tanga w spektaklu Przeklęte tango Manuela Puiga w Teatrze Ateneum im. Stefana Jaracza w Warszawie na XXVI Rzeszowskich Spotkaniach Teatralnych
- 2003: nagroda dla najlepszego aktora pierwszoplanowego za rolę tytułową w filmie Kontroler Petera Vogta na Międzynarodowym Festiwalu Filmowym Down Under 2003 w Darwin (Australia)
- 2004: nagroda dziennikarzy za rolę tytułową w filmie Kontroler na przeglądzie filmów kina niezależnego OFFensiva we Wrocławiu
- 2019: Kryształowy Meteor za całokształt twórczości przyznaną przez Radio Meteor działające na Wydziale Nauk Politycznych i Dziennikarstwa oraz Wydziale Fizyki w Poznaniu